# آوانگرید
آوانگرید (انگلیسی: Avangrid) شرکت برق آمریکایی است، که در سال ۲۰۰۰ تأسیس شد.